# Telmatoscopus poncianticola
Telmatoscopus poncianticola är en tvåvingeart som beskrevs av Satchell 1953. Telmatoscopus poncianticola ingår i släktet Telmatoscopus och familjen fjärilsmyggor. Inga underarter finns listade i Catalogue of Life.